# Georgiana Cavendish (1783)
Georgiana Dorothy Cavendish, contessa di Carlisle (Westminster, 12 luglio 1783 – York, 8 agosto 1858), è stata una nobildonna inglese.

## Biografia
Lady Georgiana Dorothy Cavendish nacque a Devonshire House, primogenita di William Cavendish, V duca di Devonshire, che apparteneva a una delle più grandi famiglie d'Inghilterra. Sua madre era Lady Georgiana Spencer, la famosa hostess politica e socialite. Il travaglio fu difficile, e nacque dopo nove anni di matrimonio e sei giorni dopo il suo primo cugino Frederick.

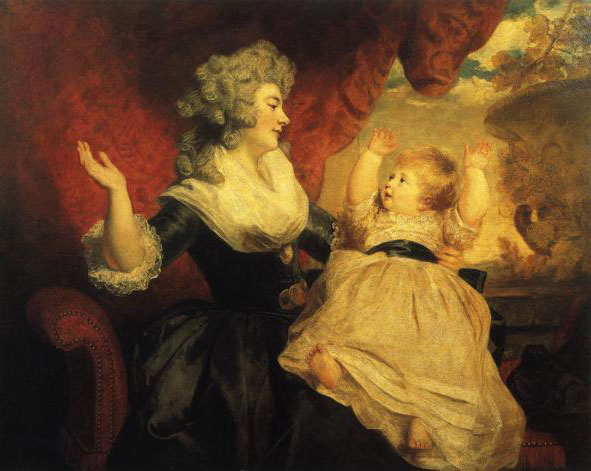
Lady Georgiana con la madre, Lady Georgiana Spencer.

Chiamata "Piccola G" da sua madre, la bambina prese il nome da Lady Georgiana e da sua zia la Duchessa di Portland, che fu anche madrina accanto a Lord John Cavendish e al Principe di Galles, in seguito Giorgio IV. La Duchessa del Devonshire scelse di allattare il bambino da sola e non impiegò una balia, una decisione insolita per un membro della classe aristocratica; la famiglia di suo marito non era contenta della sua scelta. Un mese dopo la sua nascita, "Little G" fu battezzata insieme a suo cugino Frederick nella chiesa di Wimbledon Park - lo stesso luogo in cui il Duca e la Duchessa si sposarono nove anni prima.
Alla nascita della figlia, il duca rimase deluso, anche se la duchessa sosteneva che, almeno, fosse capace di avere un figlio. Il titolo e la ricchezza del Devonshire erano ancora destinati a passare a un ramo separato della famiglia a meno che la coppia non producesse un erede maschio. Una sorella, Harriet, nacque due anni dopo; le due sorelle rimarrebbero vicine per tutta la vita. Nel 1790 il duca e la duchessa ebbero finalmente un figlio, William.
Nei primi anni del 1790, il duca e la duchessa si separarono dopo aver partorito un figlio illegittimo al suo amante, Charles, conte Grey. Andò nel continente, ritornando solo nel tardo 1793. La Duchessa non vedeva i suoi figli da due anni e osservò al suo ritorno che "Georgiana è molto bella" mentre Harriet era "ancora grassa" e William "molto crudele con me". La duchessa fu anche rattristata nel constatare che "Little G", allora di dieci anni, mancava di autostima. La ragazza aveva sviluppato una forte sensibilità religiosa incentrata sui propri peccati percepiti. Le due condividevano l'amore per i libri e altri interessi.
Nel 1800, la duchessa preparò "Little G" per la sua presentazione a corte. Il compito era difficile; ci si aspettava che le debuttanti mostrassero grazia e dignità o affrontassero la loro prima stagione londinese. Tuttavia, la giovane Georgiana non aveva ereditato l'equilibrio e la facilità di movimento di sua madre e tendeva a tenere la testa bassa. Il suo abito da corte, completato con i diamanti dei Cavendish, fu considerato un drammatico successo.

## Matrimonio
Tra i potenziali pretendenti in matrimonio includevano Lord John Russell e George Howard, visconte Morpeth. Russell aveva quasi vent'anni in più di Georgiana, mentre Howard aveva circa undici anni in più di lei. La duchessa favorì Morpeth, che era il figlio maggiore del conte di Carlisle. Morpeth incontrò Georgiana per la prima volta all'uscita del ballo, e fu invitato di nuovo a una festa a Chatsworth House più tardi in quell'anno. Tuttavia, non si è verificato alcun coinvolgimento; per convincere sua figlia ad accettare quell'unione, il duca offrì a Georgiana una dote di 30.000 sterline e l'uso della loro residenza londinese Londesborough House. Non fu d'accordo fino a Natale di quell'anno. La coppia si sposò il 21 marzo 1801.
La nuova coppia ebbe un matrimonio felice. Dopo il matrimonio, la nuova Lady Morpeth andò a vivere con la famiglia del marito a Castle Howard nello Yorkshire. Fu sorpresa di scoprire una cultura familiare patriarcale che enfatizzava nel mostrare poco affetto nei confronti dei bambini, in contrasto con la propria infanzia. La sorella di Georgiana, Harriet, ha paragonato la relazione tra il conte di Carlisle e i suoi figli come "un principe e i suoi seguaci", aggiungendo che "i suoi figli provavano una grande soggezione nei suoi confronti". Georgina crebbe tutti i suoi figli devotamente in contrasto con l'ambiente preesistente della famiglia.
La coppia ebbe dodici figli:
- George Howard, VII conte di Carlisle (18 aprile 1802–5 dicembre 1864);
- Caroline Georgiana Howard (1803–27 novembre 1881), sposò William Lascelles, ebbero nove figli;
- Georgiana Howard (1804–17 marzo 1860), sposò George Agar-Ellis, I barone Dover, ebbero quattro figli
- Frederick George Howard (8 giugno 1805–18 novembre 1834).
- Lady Harriet Elizabeth Georgina Howard (1806–27 ottobre 1868), sposò George Sutherland-Leveson-Gower, II duca di Sutherland, ebbero undici figli
- William George Howard, VIII conte di Carlisle (23 febbraio 1808–29 marzo 1889);
- Edward Howard, I barone Lanerton (23 dicembre 1809–8 ottobre 1880), sposò Diana Ponsonby, non ebbero figli;
- Blanche (11 gennaio 1812–27 aprile 1840), sposò William Cavendish, VII duca di Devonshire, ebbero cinque figli;
- Charles Wentworth George Howard (27 marzo 1814–11 aprile 1879), sposò Mary Parke, ebbero un figlio;
- Elizabeth Dorothy Anne Howard (1816–11 maggio 1891), sposò il reverendo Francis Richard Grey, non ebbero figli;
- Henry George Howard (22 maggio 1818–10 agosto 1879), sposò Mary Wellesley McTavish, non ebbero figli;
- Mary Matilda Georgiana Howard (28 gennaio 1823–17 settembre 1892), sposò Henry Labouchere, I barone Taunton, non ebbero figli.

All'inizio del 1803, Georgiana e Morpeth si unirono a sua zia Lady Bessborough a Parigi. Lì, Bessborough e sua nipote erano ospiti molto popolari tra la nobiltà francese. La duchessa morì il 30 marzo di quell'anno, dopo essere stata ammalata per qualche tempo. Georgiana e altri parenti stretti erano presenti alla sua morte. Il Duca, distaccato e lontano, non era mai stato vicino ai loro tre figli. L'ultima figlia, Harriet, era scontenta della presenza dell'amante di vecchia data di suo padre, Lady Elizabeth Foster, in casa, per questo Harriet andava spesso a vivere da sua sorella maggiore. Con loro sgomento, nel 1809 il duca sposò Elizabeth Foster, che non avevano mai amato, morendo due anni dopo.

## Contessa di Carlisle
Nel 1825, Morpeth succedette a suo padre come conte di Carlisle, rendendo Georgiana contessa di Carlisle.
Nel 1838, Lady Carlisle articolò un'opinione negativa su Charles Dickens, che stava emergendo come autore di successo.

## Morte
Il conte di Carlisle morì nell'ottobre del 1848 a Castle Howard. Suo fratello morì nel 1858; nel suo testamento, lasciò a sua sorella Georgiana Chiswick House, una delle residenze preferite dei loro genitori. Morì a York l'8 agosto dello stesso anno e la casa andò dalla sorella di Georgiana, Harriet.

## Ascendenza
|                                                      |                  |                                              | Genitori                                   |  |  | Nonni |  |  | Bisnonni                                     |  |  | Trisnonni                                    |  |
|                                                      |                  |                                              |                                            |  |  |       |  |  | 8. William Cavendish, III duca di Devonshire |  |  | 16. William Cavendish, II duca di Devonshire |  |
|                                                      |                  |                                              |                                            |  |  |       |  |  | 8. William Cavendish, III duca di Devonshire |  |  | 16. William Cavendish, II duca di Devonshire |  |
|                                                      |                  | 17. Rachel Russell                           |                                            |  |  |       |  |  | 8. William Cavendish, III duca di Devonshire |  |  |                                              |  |
| 4. William Cavendish, IV duca di Devonshire          |                  |                                              |                                            |  |  |       |  |  | 8. William Cavendish, III duca di Devonshire |  |  |                                              |  |
|                                                      |                  | 9. Catherine Hoskins                         | 18. John Hoskins                           |  |  |       |  |  |                                              |  |  |                                              |  |
|                                                      |                  | 9. Catherine Hoskins                         | 18. John Hoskins                           |  |  |       |  |  |                                              |  |  |                                              |  |
|                                                      |                  | 9. Catherine Hoskins                         | 19. Catherine Hale                         |  |  |       |  |  |                                              |  |  |                                              |  |
| 2. William Cavendish, V duca di Devonshire           |                  | 9. Catherine Hoskins                         |                                            |  |  |       |  |  |                                              |  |  |                                              |  |
|                                                      |                  | 10. Richard Boyle, III conte di Burlington   | 20. Charles Boyle, II conte di Burlington  |  |  |       |  |  |                                              |  |  |                                              |  |
|                                                      |                  | 10. Richard Boyle, III conte di Burlington   | 20. Charles Boyle, II conte di Burlington  |  |  |       |  |  |                                              |  |  |                                              |  |
|                                                      |                  | 10. Richard Boyle, III conte di Burlington   | 21. Juliana Noel                           |  |  |       |  |  |                                              |  |  |                                              |  |
| 5. Charlotte Elizabeth Boyle, marchesa di Hartington |                  | 10. Richard Boyle, III conte di Burlington   |                                            |  |  |       |  |  |                                              |  |  |                                              |  |
|                                                      |                  | 11. Dorothy Savile                           | 22. William Savile, II marchese di Halifax |  |  |       |  |  |                                              |  |  |                                              |  |
|                                                      |                  | 11. Dorothy Savile                           | 22. William Savile, II marchese di Halifax |  |  |       |  |  |                                              |  |  |                                              |  |
|                                                      |                  | 11. Dorothy Savile                           | 23. Mary Finch                             |  |  |       |  |  |                                              |  |  |                                              |  |
| 1. Georgiana Cavendish                               |                  | 11. Dorothy Savile                           |                                            |  |  |       |  |  |                                              |  |  |                                              |  |
|                                                      | 12. John Spencer | 24. Charles Spencer, III conte di Sunderland |                                            |  |  |       |  |  |                                              |  |  |                                              |  |
|                                                      | 12. John Spencer | 24. Charles Spencer, III conte di Sunderland |                                            |  |  |       |  |  |                                              |  |  |                                              |  |
|                                                      | 12. John Spencer | 25. Anne Churchill                           |                                            |  |  |       |  |  |                                              |  |  |                                              |  |
| 6. John Spencer, I conte Spencer                     | 12. John Spencer |                                              |                                            |  |  |       |  |  |                                              |  |  |                                              |  |
|                                                      |                  | 13. Georgiana Caroline Carteret              | 26. John Carteret, II conte Granville      |  |  |       |  |  |                                              |  |  |                                              |  |
|                                                      |                  | 13. Georgiana Caroline Carteret              | 26. John Carteret, II conte Granville      |  |  |       |  |  |                                              |  |  |                                              |  |
|                                                      |                  | 13. Georgiana Caroline Carteret              | 27. Frances Worsley                        |  |  |       |  |  |                                              |  |  |                                              |  |
| 3. Georgiana Spencer                                 |                  | 13. Georgiana Caroline Carteret              |                                            |  |  |       |  |  |                                              |  |  |                                              |  |
|                                                      |                  | 14. Stephen Poyntz                           | 28. William Poyntz                         |  |  |       |  |  |                                              |  |  |                                              |  |
|                                                      |                  | 14. Stephen Poyntz                           | 28. William Poyntz                         |  |  |       |  |  |                                              |  |  |                                              |  |
|                                                      |                  | 14. Stephen Poyntz                           | 29. Jane Monteage                          |  |  |       |  |  |                                              |  |  |                                              |  |
| 7. Margaret Poyntz                                   |                  | 14. Stephen Poyntz                           |                                            |  |  |       |  |  |                                              |  |  |                                              |  |
|                                                      |                  | 15. Anna Maria Mordaunt                      | 30. Lewis Mordaunt                         |  |  |       |  |  |                                              |  |  |                                              |  |
|                                                      |                  | 15. Anna Maria Mordaunt                      | 30. Lewis Mordaunt                         |  |  |       |  |  |                                              |  |  |                                              |  |
|                                                      |                  | 15. Anna Maria Mordaunt                      | 31. Mary Collyer                           |  |  |       |  |  |                                              |  |  |                                              |  |
|                                                      |                  | 15. Anna Maria Mordaunt                      |                                            |  |  |       |  |  |                                              |  |  |                                              |  |